# Engelhardtia ursina
Engelhardtia ursina là một loài bướm đêm trong họ Noctuidae.